# Mayiladuthurai
Mayiladuthurai là một thành phố và khu đô thị của quận Nagapattinam thuộc bang Tamil Nadu, Ấn Độ.

## Nhân khẩu
Theo điều tra dân số năm 2001 của Ấn Độ, Mayiladuthurai có dân số 84.290 người. Phái nam chiếm 50% tổng số dân và phái nữ chiếm 50%. Mayiladuthurai có tỷ lệ 80% biết đọc biết viết, cao hơn tỷ lệ trung bình toàn quốc là 59,5%: tỷ lệ cho phái nam là 84%, và tỷ lệ cho phái nữ là 76%. Tại Mayiladuthurai, 9% dân số nhỏ hơn 6 tuổi.